# 郭佑
郭佑（13世纪—1287年），元朝大臣，元世祖时中书参知政事。
至元十六年（1279年）十一月乙卯，西安正相赵炳弹劾运使郭琮、郎中令郭叔云盗用官钱，元世祖命尚书秃速忽、侍御史郭佑调查处理。至元二十二年（1285年）四月，御史中丞阿剌帖木儿、郭佑，侍御史白秃帖木儿等上奏卢世荣等罪状。五月，由御史中丞改任中书省参知政事。和中书省右丞麦术丁一起领钱谷事。至元二十四年（1287年），桑哥担任尚书省平章政事，怨恨郭佑不依附自己。郭佑有曾奏杀他推荐的中书省右丞卢世荣。于是在考核中书省亏欠库财之时，诬陷郭佑，十月，将他和杨居宽一起杀害。后来桑哥败死，郭佑被沉冤昭雪。